# 仁德交流道

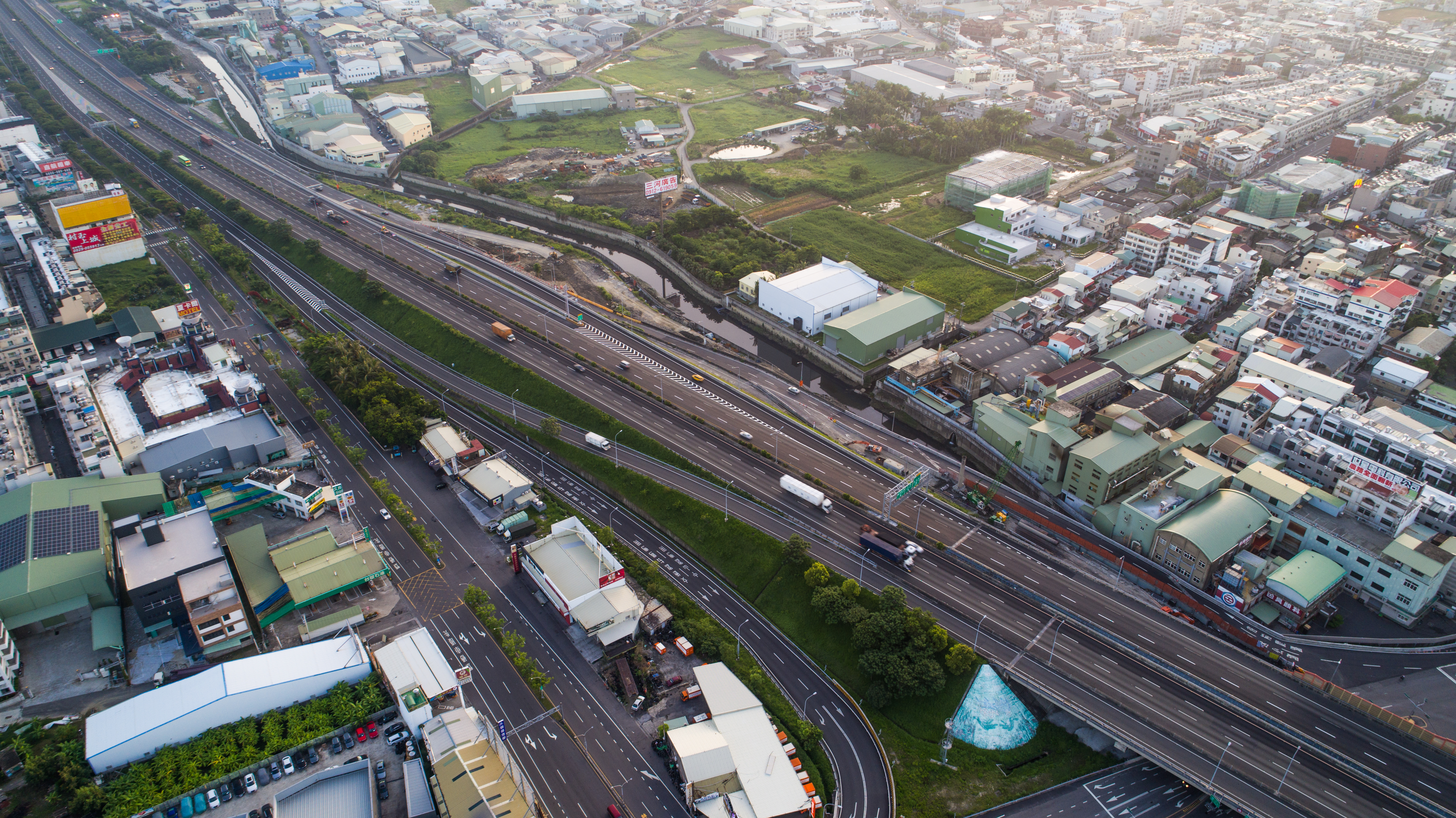
仁德交流道

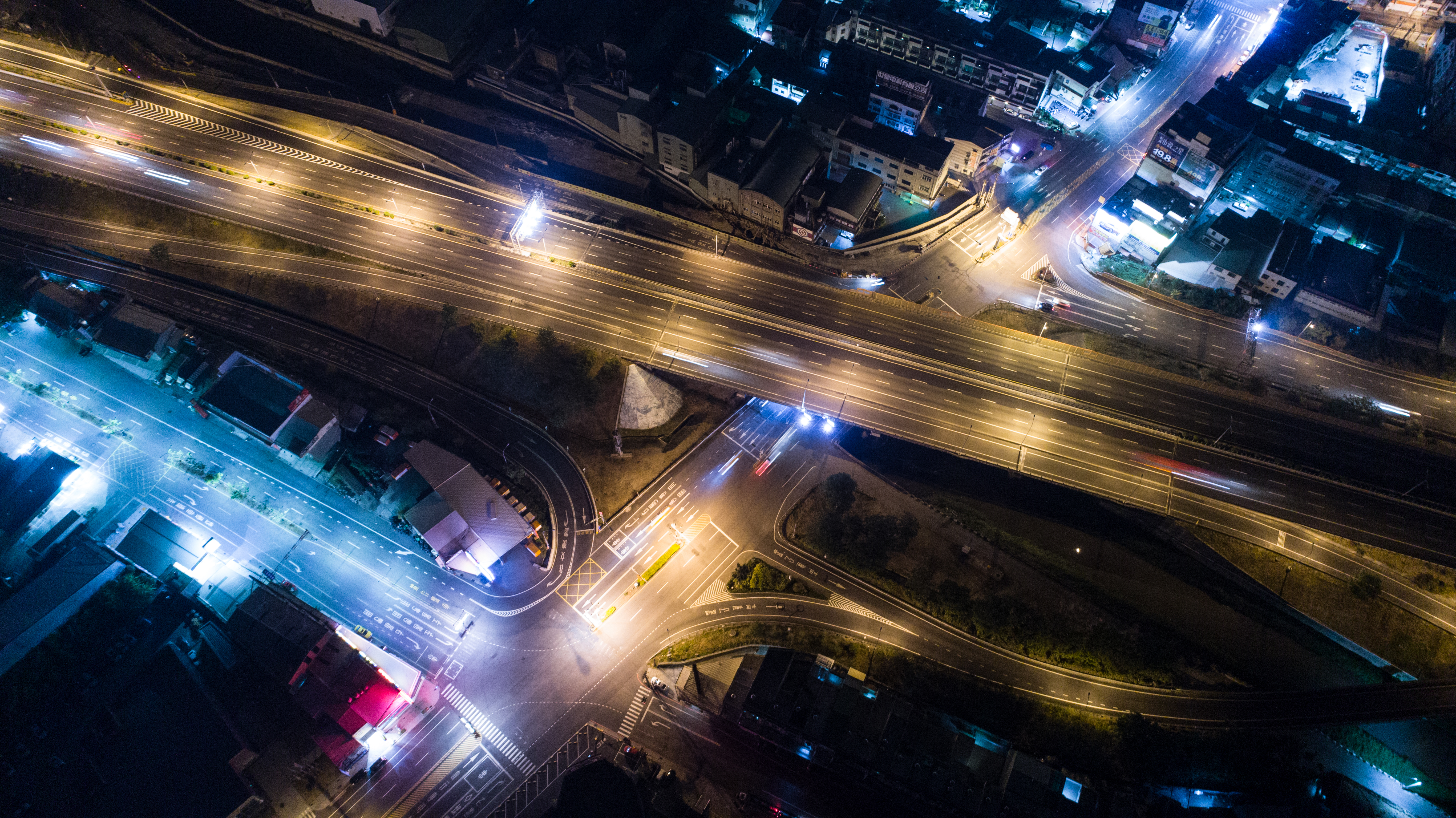
半夜的仁德交流道

仁德交流道，舊稱台南交流道，是臺灣中山高速公路位於臺南市東區和仁德區交界處設立的交流道，指標為327k，與永康交流道、大灣交流道同為臺南市區的三大交流道。
交通部高速公路局曾將仁德交流道一度比照行經臺北市與高雄市市區以路名為出口預告的作法，將出口預告改為「中山路」，但因民眾習慣原本的地名出口預告，以及考量台南市已縣市合併，不宜再將「仁德」與「台南」並列，經過與台南市政府交通局討論後，改為「仁德｜台南市東區」。
|      | 南下      | 327 仁德             |                 | 仁德 台南市東區 |
| 北上 | 327A 仁德 | 裕農路               | 裕農路          |                 |
| 北上 | 327B 仁德 |                      | 台南市東區 仁德 |                 |
| 北上 | 327B 仁德 | 台江國家公園         |                 |                 |
| 北上 | 327B 仁德 | 雲嘉南濱海國家風景區 |                 |                 |

## 鄰近公路
- 市道177號
- 市道182號

## 改善計畫
國道一號員林至高雄段拓寬後，儘管仁德交流道已新設迴轉道、解決南下出口往仁德市區停等號誌的問題，惟常態塞車問題未能根除。後續改善方案如下：
南下出口新設裕義路右轉車道
右轉車道可區分往市道182號及裕義路車流，減少南下出口匝道欲右轉裕義路車流（約為南下出口交通量35%）與直行車流交織機會、紓解南下出口匝道回堵至國道主線上的車流。
北上第二（327A）出口
計畫新設一北上出口，將目前北上出口左轉往臺南市區車流，部分引導至裕農路、紓解目前匝道回堵車流。配合本規劃、北上入口已於2016年6月24日北移至指標326k處。新增設裕農路出口已完工、通過屢勘，已於2017年1月26日15時正式啟用。

## 北向側車道
此側車道為平行三爺宮溪之封閉式道路，屬市區道路3車道規格（含迴轉道與匝道），長度2.7公里，內側車道禁行機車（高速公路匝道專用），可連結裕農路、太子路、市道180號以及大灣交流道。

## 周邊設施
- 仁德區公所
- 家樂福仁德店
- 特力家居台南館

## 相關計劃

### 仁德特27號道路東段工程
本案係台南交流道特定區道路系統建設規劃，提供仁德地區進入國道一號與台86線之聯絡，並強化臺南都會公園特定區之聯外及與仁德區、保安車站間之往返。本計畫為東西向道路，西起文華路（半封閉式道路）向東跨越三爺宮溪，與後壁厝排水共線後，東行穿越中山高至德洋路口止，銜接已開闢之特27號北段道路（德糖路），總長約1.93公里，路寬25公尺，其中穿越中山高之跨距約65公尺（高速公路路權寬度，雙向14車道）。

## 外部連結
- 國道一號仁德交流道示意圖 （页面存档备份，存于）（交通部高速公路局）